# Грушівське гірниче поселення
Грушівське гірниче поселення — робітниче поселення, колишня окрема адміністративна одиниця у складі Черкаського округу. Поселення відсутнє у переліку за 1859 рік, проте присутнє у книзі Переліку населених місць Області Війська Донського за 1873 рік. Його розвиток пов'язаний з розвитком видобутку вугілля над Грушівкою. До цього тут над річкою Грушівкою був Попівський хутір, що продовжував існувати у Кривянському юрті.
За даними на 1873 рік Грушівське гірниче поселення було положене над річками Грушівка й Атюкта у 36 верстах від Новочеркаська. Тут була розташована поштова станція й контора. Поселення налічувало 770 дворових садиб й 449 бездворових садиб; 8141 особа (5456 чоловіків й 2685 жінок).
У 1881 році Грушівське гірниче поселення називається Олександрівськ-Грушівський, на честь померлого імператора Олександра ІІ-го. У 1920 році Олександр-Грушівський увійшов до складу УСРР у складі Донецької губернії. У 1921 році місто перейменоване на Шахти. У 1924 році віднесено до Південно-Східної області РРФСР.